# Колоректальный рак
Злока́чественное новообразова́ние то́лстого кише́чника — злокачественная опухоль толстой кишки и её придатка — червеобразного отростка.
Вследствие неточного перевода английского термина (англ. colorectal cancer) часто обобщённую группу таких опухолей называют упрощённо колоректа́льным ра́ком, хотя в русском языке это более узкий термин (не включающий в себя, в частности, лимфому толстого кишечника); английский же термин охватывает также и рак прямо́й кишки́.

## Эпидемиология
Каждый год, по данным Груздевой Е.С., в мире выявляется более 600 тысяч новых случаев рака толстой кишки. В России заболеваемость составляет около 50 тысяч новых случаев в год. Далеко не все случаи колоректального рака выявляются даже на поздней стадии, показатель составляет не более 70 %.

## Этиология
Рак толстой кишки — полиэтиологическое заболевание, то есть может иметь под собой множество причин. К ним относятся: генетические факторы, факторы внешней среды (включая питание, канцерогены), воспалительный процесс в кишечнике.
Хотя генетика колоректального рака остаётся до конца не раскрытой, последние исследования показывают её большое значение в развитии болезни. Так, наследственная мутация в гене APC является причиной семейного аденоматозного полипоза, при котором у пациента имеется почти 100%-я вероятность развития рака толстой кишки к возрасту 40 лет.
В возникновении колоректального рака прослеживается два пути: из обычных аденом, начинающийся с мутации гена APC (модель Fearon-Vogelstein) и по «зубчатому пути», который отличается уникальным генетическим профилем и морфологическими характеристиками уже на начальных этапах развития образований. Такие образования занимают от 7-9 %. Риск развития рака из них составляет 7,5-15 %. Предшественниками эпителиальных образований являются очаги аберрантных крипт. Около 20 % колоректального рака продемонстрировали распространённые дефекты в метилировании ДНК (так называемый CIMP-положительный профиль), мутации в онкогенах BRAF (KRAS), микросателлитную нестабильность, и многие из них могут возникнуть в рамках зубчатых образований и определяют их морфологическое строение. Зубчатый полипозный синдром так же имеет специфические генетические изменения, связанные с биаллельной мутацией гена MUTYH. Риск развития колоректального рака при этом синдроме очень высок и может составлять более 50 %, возможно наличие синхронных или метахронных раковых опухолей. Они, как правило, сопровождаются MSI-H и представлены зубчатой морфологией. Понимание эпигенетического пути и молекулярных особенностей зубчатых поражений даёт представление об их клинической значимости и обеспечивает доказательства, необходимые для лечения и наблюдения пациентов с этим заболеванием.
Синдром Линча (наследственный рак толстой кишки без полипоза) также связан с высоким риском возникновения рака толстой кишки в возрасте до 50 лет. В отличие от семейного аденоматозного полипоза, при синдроме Линча чаще страдает проксимальный отдел толстой кишки. Пациенты с данным синдромом также подвержены высокому риску развития рака яичников и тела матки в молодом возрасте. Синдром обусловлен ошибками репликации в генах hMLH1, hMSH2, hMSH6, hPMS1, hPMS2 и, возможно, других, ещё не известных.

### Факторы риска
- Диетические — употребление пищи, бедной клетчаткой и богатой твёрдыми животными жирами.
- Употребление алкоголя[6].
- Ожирение.
- Курение[7].
- Воспалительные заболевания кишечника.

По результатам исследования, опубликованным в Журнале клинической онкологии (Journal of Clinical Oncology), курильщики с раком толстого кишечника имеют в два раза более высокий риск смерти по сравнению с некурящими людьми.
Также была проведена работа, опубликованная в журнале Gut (The BMJ journals), результаты которой свидетельствуют, что длительное применение антибиотиков в молодом и среднем возрасте увеличивает риск появления колоректальных аденом, склонных к малигнизации. Учёные исследовали связь между длительной антибиотикотерапией (более 2 месяцев) в возрасте 20-39 лет и 40—59 лет с развитием аденоматозных полипов. Все участники прошли колоноскопию, по результатам которой было выявлено, что у 1195 из 16 642 участников обнаружены колоректальные аденомы. Проведя анализ доступных данных, исследователи заключили, что применение антибиотиков более 2 месяцев у лиц в возрасте 20—39 лет приводит к риску возрастания полипов на 36 %, а в возрасте 20—59 лет — на 69 %. Высокий риск перехода аденомы в злокачественную опухоль был подтверждён многочисленными исследованиями. Риск развития рака прямой и ободочной кишки у лиц с аденоматозными полипами в 3-5 раз выше, чем у обычной популяции.

## Диагностика
- Колоноскопия с биопсией
- Ирригоскопия
- СКТ органов малого таза, брюшной полости
- УЗИ ОБП, ОМТ
- Анализ крови на метилирование гена SEPT9

## Прогноз
По причине поздней диагностики летальность от этого заболевания довольно высока и достигает 40 % в течение года с момента выявления болезни.
Наиболее частым органом, в который метастазирует колоректальный рак, является печень. Это обусловлено особенностями венозного оттока от кишечника, который осуществляется через систему воротной вены печени. По данным некоторых авторов, наличие метастазов в печени при колоректальном раке достигает 50 % (Curtiss, 1995).
Другим частым местом рецидива колоректального рака является брюшина. Перитонеальный канцероматоз выявляется примерно у 10 % пациентов с только что установленным диагнозом. В случае рецидива брюшина поражается примерно в 60 % изолированно либо вместе с печенью.
По данным Viganò, пятилетняя выживаемость у пациентов с метастазами колоректального рака в печени без специфического лечения не превышает 2 %, а медиана выживаемости колеблется в пределах 6,6—10 мес.
В настоящее время смертность после резекций печени по поводу метастазов колоректального рака составляет менее 6 %, а в крупных специализированных клиниках - менее 3 %.

## Профилактика
Колоректальный рак начинаются с доброкачественных новообразований, обычно называемых полипами, которые можно легко обнаружить и удалить во время колоноскопии, если её делать раз в год для людей старше 50 лет или если у родственников был рак кишечника.

## Лечение
Большинство пациентов с установленным раком толстой кишки являются кандидатами на операцию. Суть операции заключается в удалении части толстой кишки, несущей опухоль, и лимфоузлов, в которых могут быть обнаружены метастазы. 
Послеоперационное гистологическое исследование обязательно во всех случаях. Во время него оценивается удалённый орган: сохранность мезоректальной или мезоколической фасций, уровень инвазии опухоли, количество лимфатических узлов в препарате и сколько из них поражены метастазами, расстояние от опухоли до края резекции.
Химиотерапия (FOLFIRI и др.).
Химиотерапия в сочетании с кетогенной диетой в одном исследовании на малом числе пациентов показала чуть более хорошие результаты[значимость факта?]
Моноклональные антитела: ипилимумаб, ниволумаб, рамуцирумаб.
Другие препараты: фруквинтиниб.